# Оливера Кецман

Оливера Мугоша Кецман (4. април 1971) је некадашња српска рукометашица. Са репрезентацијом је освојила бронзану медаљу на Светском Првенству 2001. године. Носилац је националног спортског признања Републике Србије.
Већи део каријере провела је играјући у данским клубовима. По завршетку каријере ради као спортски директор и тренер у Данској.